# No Time to Die
No Time to Die er den 25. spillefilm i Eon Productions' serie om den hemmelige britiske agent James Bond, der blev skabt af Ian Fleming. Filmen er instrueret af Cary Joji Fukunaga efter et manuskript af ham selv, Neal Purvis, Robert Wade og Phoebe Waller-Bridge. Michael G. Wilson og Barbara Broccoli er producenter på filmen, der bliver distribueret internationalt af Universal Pictures.
Hovedrollen som James Bond spilles for femte og sidste gang af Daniel Craig. Desuden er Rory Kinnear, Lea Seydoux, Ralph Fiennes, Naomie Harris, Ben Whishaw, Jeffery Wright og Christoph Waltz tilbage i deres gamle roller fra tidligere film. Rami Malek spiller filmens skurk. Andre nye medvirkende tæller Ana de Armas, David Dencik, Dali Benssalah, Lashana Lynch og Billy Magnussen.
De primære optagelser varede fra april til oktober 2019, oprindeligt under arbejdstitlen Bond 25. Med et budget på anslået 250-300 mio. USD er det en af de hidtil dyreste film, der er produceret. Det var oprindeligt meningen, at filmen skulle have haft premiere i november 2019, men det blev udskudt til først februar og så april 2020. På grund af coronaviruspandemien blev premieren imidlertid udskudt yderligere til 12. november 2020, så til 2. april 2021 og endelig til 28. september 2021. Filmen fik overvejende positiv kritik og blev anset som en passende afslutning på Craigs karriere som Bond. Den har indbragt 774 mio. USD på verdensplan, hvilket gør den til den fjerde mest indbringende film fra 2021.

## Handling
En ung Madeleine Swann overværer terroristen Lyutsifer Safin myrde hendes mor, idet faren, der er hans egentlige mål, ikke er hjemme. Da Safin bagefter leder efter pigen, skyder hun ham, så han falder om. Men han vågner, og hun flygter hun ud på en frossen sø, hvor hun falder gennem isen. Safin vælger at redde hende.
I nutiden er Swann på ferie med James Bond i Matera i Italien, men hun synes, at han har svært ved at give slip på sin fortid. Bond tager ud for at besøge Vesper Lynds grav, men den bliver sprængt i luften. SPECTRE-agenter jager først ham, og efter at han har fået fat på Swann, forsøger agenterne forgæves at gennemhulle dem i Bonds skudsikre bil. Bond og Swann slipper væk, men han anklager hende for at have forrådt ham og sætter hende på et tog væk.
Fem år senere ringer Safin til videnskabsmanden Valdo Obruchev, der arbejder i et SIS-laboratorium, og forbereder ham på terrorister, der bryder ind og kidnapper Obruchev som en del af Safins plan. Obruchev har arbejdet på Projekt Herakles, et biologisk våben med nanobotter der spreder sig som en virus ved berøring, og som er kodet til bestemt DNA, så de kun er farlige for folk med en bestemt genetisk kode. På det tidspunkt har Bond for længst trukket sig ud af tjenesten og bor nu på Jamaica. Her bliver han kontaktet af sin gamle ven CIA-agenten Felix Leiter og dennes kollega Logan Ash. De tager i byen med ham og beder ham om at hjælpe med at spore Obruchev, som amerikanerne også er interesserede i, men Bond afslår. Bagefter får han et lift hjem af kvinden Nomi, der har efterfulgt ham som agent 007. Hun fortæller ham om Projekt Herakles. Bond kontakter sin gamle chef M og bebrejder ham nanonbot-projektet, som han er ansvarlig for. Derefter accepterer Bond Leiters anmodning om hjælp.
Bond tager til Cuba, hvor han møder CIA-agenten Paloma. De infiltrerer en SPECTRE-fest i anledning af lederen Ernst Stavro Blofelds fødselsdag, men det viser sig at være en fælde. Blofeld, der sidder fanget i Belmarsh i England, bruger et elektronisk øje til at se og kommunikere med og beordrer Bond dræbt med nanobotterne. Men til Bond og Blofelds fælles overraskelse er det i stedet alle SPECTRE-folkene der dør, for Obruchev har omprogrammeret nanototterne til at ødelægge organisationen efter Safins ordre. Obruchev bliver taget af Nomi men mister ham til Bond, mens han og Paloma kæmper sig ud. Bond tager Obruchev med til et skib for at mødes med Felix og Ash, men det viser sig, at Ash er allieret med Safin. Ash skyder Leiter og slipper væk med Obruchev, mens han ødelægger skibet. Bond slipper væk, men den kvæstede Leiter drukner.
Tilbage i London opsøger Bond M, men deres forhold er dårligt. I stedet tager Moneypenny Bond med til Q's hjem for at få undersøgt sagen med nanobotterne. Desuden giver det Bond en mulighed for at mødes med Blofeld for at finde ud af, hvor Obruchev er blevet taget hen med nanobotterne. Men Safin besøger Swann og tvinger hende til at inficere sig selv med nanobotterne. Swann er nu psykiater og den eneste, der er i kontakt med Blofeld, som han giver hende besked om at inficere. Bond møder Swann i cellen, hvor han rører hendes hånd og derved uvidende bliver inficeret. Den skrækslagne Madeleine skynder sig væk fra cellen. Bagefter møder Bond Blofeld, der afslører, at han igangsatte angrebet i Matera fem år før for at få det til at se ud som om, Swann havde forrådt ham. Den rasende Bond angriber Blofeld og inficerer ham derved uvidende med nanobotterne, så Blofeld bliver dræbt som Safin havde planlagt.
Da Bond indser, hvad der er sket, sporer han Swann til hendes barndomshjem i Norge. Der finder han ud af, at Swann har en femårig datter ved navn Mathilde, som hun dog hævder ikke er hans. Swann afslører, at da Safin var dreng, myrdede hendes far Safins familie efter Blofelds ordre. Det fik Safin til at ville hævne sig på Blofeld og SPECTRE. Men selvom det nu er lykkedes, fortsætter Safin med at jage Bond, Swann og Mathilde sammen med sine mænd og Ash. Efter en biljagt over land, elv og gennem skov lykkes det for Bond at dræbe Ash. Men imens lykkes det for Safin at fange Swann og Mathilde.
Q, Bond og Nomi sporer Safin til en base fra anden verdenskrig på en omstridt ø mellem Japan og Rusland. De flyver dertil, hvor Bond og Nomi infiltrerer Safins hovedkvarter. Her opdager de, at han har indrettet en fabrik til nanobotter, som han vil bruge som et biologisk våben mod millioner af mennesker. Nomi tager Obruchev som gidsel, mens Bond leder efter Safin, der har taget Mathilde fra Swann. Bond mødes med Safin men efter en meningsudveksling, skyder Bond hans vagter. Safin undslipper men vælger dog at lade den modvillige Mathilde løbe. Nomi smider den skruppelløse Obruchev ned i et bassin med virussen, der dræber ham. Swann undslipper en vagt og genforenes med Mathilde, Bond og Nomi.
Nomi, Swann og Mathilde slipper væk i en båd, men Bond bliver tilbage for at åbne basens siloer, så et missilangreb fra et britisk krigsskib kan tilintetgøre nanobotterne. Bond og Safin kæmper, men Safin skyder Bond flere gange og inficerer ham samtidig med Swann og Mathildes genetiske kode. Bond dræber Safin og åbner for siloerne. Bond taler med Swann over radio og fortæller at han elsker hende og opfordrer hende til at leve videre uden ham. Hun bekræfter til gengæld, at Mathilde er hans datter. Bond bliver tilsyneladende dræbt, da missilerne rammer øen og ødelægger nanobot-fabrikken.
Tilbage hos SIS drikker M, Moneypenny, Q, Tanner og Nomi en skål til ære for Bond. Imens tager Swann Mathilde med til Matera, mens hun siger, at hun vil fortælle hende en historie om en mand ved navn James Bond.

## Medvirkende
- Daniel Craig som James Bond.[8] Han arbejdede tidligere som agent 007 for Secret Intelligence Service (SIS) men har trukket sig tilbage fem år før filmens begyndelse.[9][10] Instruktøren Cary Joji Fukunaga sammenlignede Bond med et såret dyr og beskrev, hvordan han kæmper mentalt "med hans rolle som en 00-agent. Verden har ændret sig. Reglerne for kamp er ikke, hvad de plejede at være. Reglerne for spionage er blevet mørkere i denne tid med asymmetrisk krigsførelse."[11]
- Rami Malek som Lyutsifer Safin,[12] Bonds modstander og en terrorleder der vil have hævn over SPECTRE.[13][14][15][16] Producenten Barbara Broccoli beskrev figuren som "den der virkelig går Bond på nerverne. Han er en skidt fyr."[13] Malek fortalte at "han anser sig selv for at være en helt, næsten på samme måde som Bond er en helt."[17][18] Fukunaga beskrev ham som "hyperintelligent og en værdig modstander".[19]
- Léa Seydoux som Dr. Madeleine Swann, en psykiater og Bonds kæreste der har hjulpet ham på en tidligere mission i Spectre.[14] Swanns tilstedeværelse i filmen var vigtig for Fukunaga, da det gjorde det muligt for ham at udforske Bonds uløste traumer efter Vesper Lynds død i Casino Royale.[20] Efter at have set filmen selv sagde Seydoux om den: "Der er mange følelser i den her. Bond. Det er meget rørende. Jeg vil vædde med, at du vil begynde at græde, hvis du gør sådan noget. Jeg græd, hvilket er underligt, fordi jeg spillede med."[21]
- Ralph Fiennes som Gareth Mallory / M, chef for Bond og SIS.[14]
- Naomie Harris som Eve Moneypenny, en tidligere agent der nu er M's sekretær.[14] Harris sagde at siden Spectre er "Moneypenny blevet mere moden. Jeg tror hun stadig har et blødt punkt for Bond, der aldrig vil forsvinde. Men hun er en uafhængig kvinde med sit eget liv."[22]
- Rory Kinnear som Bill Tanner, M's stabschef.[23]
- Ben Whishaw som Q, SIS' våbenmester der forsyner Bond med udstyr til brug i felten.[14] Det antydes at Q er homoseksuel, da han forbereder en middag for en uset mandlig gæst.[24] Whishaw omtalte filmens kreativ proces som ret kaotisk men roste Fukunagas instruktion: "Det var storartet, og ved du hvad, det fantastiske var hvordan han behandlede det eller var i stand til at gå til det, det føltes næsten som om det var en uafhængig film for mig. Og det var meget improviserende (...) vi lavede ikke så mange optagelser." Da filmen er Craigs sidste som Bond, regner han med, at han "formentlig er færdig med Q. Jeg tror jeg er færdig nu. Jeg har lavet de tre, som jeg var (...) forpligtiget til."[25]
- Jeffrey Wright som Felix Leiter, en CIA-agent og Bonds ven.[23] Da Wright blev spurgt om hvad der kan forventes at hans figur i filmen svarede han "Nåja, jeg tror at det er velkendt, at Felix henter James tilbage i kampen, og så går det ellers derudad for os."[26] Wright var overrasket over, at han ikke blev bedt om at være med i Skyfall og Spectre, men han følte, at figurens tilbagevenden i No Time to Die havde mere vægt på grund af fraværet. Wright sagde at filmen etablerede broderskabet mellem Bond og Felix, som han beskrev som det centrale i deres forhold.[27]
- Christoph Waltz som Ernst Stavro Blofeld,[28] den tidligere leder af den kriminelle organisation SPECTRE, som nu er i MI6's varetægt. Fukunaga sagde om hans rolle og tilbagevenden: "Blofeld er en ikonisk figur i alle Bond-filmene. Han er i fængsel, men han kan helt sikkert ikke være færdig, vel? Så hvad kan han gøre derfra, og hvilke afskyelige, sadistiske ting har han planlagt for James Bond og resten af verdenen?"[29]
- Ana de Armas som Paloma, en CIA-agent der hjælper Bond.[28] De Armas beskrev sin rolle som en uansvarlig og sprudlende person, der spiller en nøglerolle i Bonds mission.[30]
- Lashana Lynch som Nomi, en 00-agent der er blevet aktiv, efter at Bond har trukket sig tilbage.[28] Lynch håbede at hendes figur ville give en ny måde at relatere til spionagens verden og sagde "Når du har at gøre med en franchise, der har været åleglat i så mange år, så ville jeg forsøge at give det en menneskelig vinkel ved at håndtere bekymringer og være den der regner det ud, mens hun er helt på tæerne"[31]
- David Dencik som Valdo Obruchev, en skruppelløs videnskabsmand der har skabt Projekt Herakles.ref>Thomas, Leah Marilla (4. november 2021). "The 12 Best Characters In No Time To Die Ranked". /Film. Arkiveret fra originalen 16. februar 2022. Hentet 16. februar 2022.</ref>
- Dali Benssalah som Primo, en lejesoldat og modstander som Bond først støder på i Matera.[32][33]
- Billy Magnussen som Logan Ash, en CIA-agent som Leiter har givet til opgave at hjælpe Bond med at finde Obruchev.[32]
- Lisa-Dorah Sonnet som Mathilde, Bond og Madeleines femårige datter.[34]
- Hugh Dennis som Dr. Hardy.[35]
- Priyanga Burford som medarbejder i SIS' laboratorium.[35]
- Mathilde Bourbin som Madeline Swanns mor.[36]
- Coline Defaud som Madeline Swann som barn.[37]
- Brigitte Millar som Dr. Vogel, en leder i SPECTRE.[38]

## Produktion

### Udvikling
Arbejdet med efterfølgeren til den 24. film i serien, Spectre fra 2015, begyndte i foråret 2016. Da Sony Pictures' kontrakt med MGM og EON Productions om at være med til at producere serien udløb med udgivelsen af Spectre, var der mulighed for at et andet vigtigt filmselskab kunne få rettighederne til at distribuere den nye film til biograferne. I april 2017 deltog Sony, Warner Bros. 20th Century Fox, Universal Pictures og Annapurna Pictures i en budkonkurrence om rettighederne. Resultatet blev at MGM fik rettighederne til tv og digital distribution gennem United Artists Releasing, mens Universal Pictures fik rettighederne til international distribution og hjemmevideo.
I marts 2017 blev Neal Purvis og Robert Wade, der har arbejdet på alle Bond-film siden The World Is Not Enough (1999), bedt om at skrive manuskriptet. De lavede historien i løbet af 2017. Sam Mendes oplyste at han ikke ville vende tilbage som instruktør på trods af succeserne for hans to foregående Bond-film, Skyfall and Spectre. Christopher Nolan afviste også at instruere. I juli 2017 var Yann Demange, David Mackenzie og Denis Villeneuve på tale som mulige instruktører. Villeneuve bakkede dog ud, da han var optaget af Dune. I februar 2018 var Danny Boyle favorit til jobbet som instruktør. Han lagde op til, at John Hodge skulle skrive et manuskript efter Boyles ide, mens Purvis og Wades version skulle droppes. Hodges udkast blev godkendt, Universal fik distributionsrettighederne, og Boyle fik ledelsen af filmen med produktionsstart i december 2018.
21. august 2018 blev det annonceret, at Boyle alligevel ikke skulle instruere filmen som følge af kreative uoverensstemmelser. Kort efter forlod Hodge filmen af lignende årsager. Efter Boyles afgang blev flere forskellige film- og tv-instruktører overvejet i stedet. Christopher McQuarrie, Jean-Marc Vallée, Edgar Wright, David Mackenzie, S.J. Clarkson, Bart Layton og Yann Demange var således alle på tale. Slutresultatet blev dog, at Cary Joji Fukunaga blev annonceret som ny instruktør i september 2018. Fukunaga havde tidligere været overvejet som instruktør på Spectre, før Mendes fik jobbet, og havde udtrykt interesse for at instruere en fremtidig Bond-film overfor Broccoli og Wilson. Linus Sandgren blev hyret som fotograf i december 2018.
Efter Boyle og Hodges afgang blev Purvis og Wade hentet tilbage i september 2018 for at arbejde på et nyt manuskript sammen med Fukunaga. Fukunaga fortalte at filmen ville udforske spionagens verden i en tid med asymmetrisk krigsførelse. Casino Royales manuskriptforfatter Paul Haggis indleverede en ukrediteret omskrivning i november 2018, og Scott Z. Burns gjorde det samme i februar 2019. Efter ønske fra Craig polerede Phoebe Waller-Bridge manuskriptet i april 2019 ved at arbejde på figurernes udvikling og tilføje mere humor. Ved annonceringen af filmen blev producenten Barbara Broccoli spurgt om Me Too-bevægelsen, og hun svarede at Bonds holdning til kvinder ville ændre sig med tiden, og at filmene skulle afspejlet dette. Waller-Bridge mente, at Bond stadig var relevant, og han måtte være tro mod originalen, men at filmene måtte udvikle sig, og at det vigtige var, at filmen behandlede kvinder ordenligt.
Det var oprindeligt tanken, at filmens skurk Safin og hans håndlanger skulle bære masker baseret på sibirisk bjørnejægerrustninger. Håndlangeren blev imidlertid skrevet ud, før optagelserne begyndte, og Fukunaga bad om at få ændret Safins kostume. Der blev derfor lavet en ny maske baseret på den japanske teaterform noh, fordi Fukunaga følte, at den oprindelige maske dominerede kostumet. Fukunaga havde også haft en tidlig ide om, at de første dele af filmen skulle foregå i Bonds hoved, mens han blev tortureret af Blofeld i Spectre, men det blev droppet.
Palomas rolle blev udvidet fra at være en simpel kontakt. Purvis og Wade indikerede, at den del formentlig blev skrevet af Waller-Bridge efter ønske fra Fukunaga. Palomas kjole, en blå Michael Lo Sordo, blev valgt af kostumedesigneren Suttirat Anne Larlarb for at gøre det muligt for hende at kæmpe sammen med Bond, samtidig med at hun var klædt elegant og formelt på til Blofelds fødselsdagsfest.
Filmen gik i produktion under arbejdstitlen Bond 25. Den officielle titel, No Time to Die, blev annonceret 20. august 2019. Titlen er den samme som på en krigsfilm fra 1958, der blev instrueret af Terence Young efter en manuskript af Richard Maibaum og produceret af Albert R. Broccoli, den oprindelige instruktør, forfatter og producent på James Bond-filmene. Broccoli sagde om valget af titlen at "Vi havde svært ved at finde en titel. Vi ønskede en titel, der ikke afslørede noget men ville være forståelig, og som ville have en dybere mening, efter du havde set filmen, for det er ofte det Fleming-titler handler om."

### Casting
Der var spekulationer om, hvor vidt Spectre ville blive Daniel Craigs sidste film som Bond. Han havde da også beklaget sig over det hårde arbejde rollen var I maj 2016 forlød det så, at Craig havde fået et tilbud på 100 mio. USD fra Metro-Goldwyn-Mayer for at spille Bond i to film til men havde afvist det. I oktober 2016 benægtede Craig dog, at han skulle have fået sådan et tilbud, men sagde at han ikke havde besluttet sig. Rollen som Bond var han dog stadig glad for. Som han sagde: "Efter min mening har jeg verdens bedste job. Jeg bliver ved med at gøre det, så længe jeg stadig nyder det. Hvis jeg holdt op med at gøre det, ville jeg savne det forfærdeligt." Årsagen til den manglende beslutning skulle da også ses i lyset af hans involvering i andre projekter så som Logan Lucky. I august 2017 bekræftede Craig dog i et interview med Stephen Colbert, at han ville vende tilbage som Bond. Han gentog det i november 2019 og igen i marts 2020 efter forlydender om, at han overvejede at gentage rollen en sidste gang. Craig indrømmede senere, at den fysiske del af rollen havde afholdt ham fra at vende tilbage efter at være kommet til skade under optagelserne af Quantum of Solace, Skyfall og Spectre.
I forbindelse med Craigs afgang udtalte Broccoli, at No Time to Die ville konkludere på forskellige historier fra Craigs foregående Bond-film og komme til en følelsesmæssigt tilfredsstillende afslutning. Indimellem besøgte Craig selv CIA's hovedkvarter i Langley i juli 2018 for at finde ud af, hvordan efterretningstjenesten arbejder. I en udtalelse fra CIA lød det: "Hr. Craig mødtes med vores ledere og medarbejdere, der forklarede at virkelighedens spionage handler meget mere om 'kappe' og meget mindre om 'kårde', end det der præsenteres i underholdningens verden med spion mod spion."
Tilbage i 2016 forlød det, at Christoph Waltz havde skrevet under på at vende tilbage som skurken Ernst Stavro Blofeld på betingelse af, at Craig ville vende tilbage som Bond. Men på trods af at Craig slutteligt blev valgt som Bond, annoncerede Waltz alligevel i oktober 2017, at han ikke ville vende tilbage som Blofeld. I december 2018 afslørede Fukunaga i et interview, at Ben Whishaw, Naomie Harris og Ralph Fiennes alle ville gentage deres roller. En mulig tilbagevenden af Waltz's Blofeld blev ikke afvist. Fukunaga afslørede også, at Léa Seydoux ville gentage sin rolle som Madeleine Swann fra Spectre, en sjældenhed for Bond-kvinder. Rory Kinnear ville desuden vende tilbage som Bill Tanner og Jeffrey Wright tilsvarende som Felix Leiter. Felix Leiter er blevet spillet af en del forskellige skuespillere i tidens løb, men Wright blev den første til at gøre det tre gange efter også at have haft rollen i Casino Royale og Quantum of Solace.
I en livestream fra Ian Flemings ejendom Goldeneye på Jamaica 25. april 2019 blev Ana de Armas, Dali Benssalah, David Dencik, Lashana Lynch, Billy Magnussen og Rami Malek annonceret som yderligere medvirkende. Livestreamen markerede desuden den officielle start på produktionen. Samtidig blev det annonceret, at Malek skulle spille filmens skurk Safin. I et interview med Digital Spy afslørede Malek, at Safin ikke ville være forbundet med nogen religion eller ideologi. Waltz' tilbagevenden til rollen som Blofeld blev ikke annonceret til at begynde med men blev lækket i juli 2019 og endeligt bekræftet med offentliggørelsen af filmens trailer i december 2019.

### Optagelser
Produktionen var oprindelig sat til at begynde 3. december 2018 hos Pinewood Studios, men det blev udskudt til april 2019 efter Boyles afgang som instruktør. Filmen er den første i franchiset til at få optaget sekvenser med 65MM IMAX-filmkameraer. Fukunaga og fotografen Linus Sandgren gik ind for at bruge film frem for digitale optagelser for at forstærke filmens udtryk.
Der fandt optagelser sted i Italien, Jamaica, Norge, Færøerne og London samt hos Pinewood Studios. Optagelserne begyndte i Nittedal i Norge, hvor andetholdet optog scener på en frossen sø. De primære optagelser begyndte officielt 28. april 2019 i Port Antonio på Jamaica. Under optagelserne på Jamaica kom Daniel Craig til skade med anklen og måtte derfor gennemgå en mindre operation. Produktionen blev forstyrret yderligere i juni 2019, da en kontrolleret eksplosion beskadigede 007 Stage hos Pinewood Studios og efterlod en medarbejder med mindre kvæstelser. I samme måned vendte produktionen vendte tilbage til Norge for at optage en kørescene på Atlanterhavsvejen med en Aston Martin V8 Vantage. Aston Martin har desuden bekræftet, at modellerne DB5, DBS Superleggera og Valhalla vil være med i filmen.
Produktionen vendte tilbage til Storbritannien i slutningen af juni 2019, hvor der blev optaget scener med Craig, Fiennes, Harris og Kinnear forskellige steder i London, herunder Whitehall, Senate House og Hammersmith. I juli 2019 fandt der optagelser sted i byen Aviemore og den omkringliggende Cairngorms National Park i Skotland. Det blev bygget midlertidige boliger på en parkeringsplads i byen for de ca. 300 medlemmer af produktionsholdet. Der blev også optaget nogle scener ved ejendommen Ardverikie House og på bredden af Loch Laggan, lige udenfor parken. Skovscenen blev optaget i Buttersteep Forest i Windsor Great Park.
Andetholdet rykkede til Syditalien i slutningen af august, hvor de begyndte at optage en forfølgelsesscene med en Aston Martin DB5 gennem Materas gader. Scenen hvor Bonds bil roterer blev optaget på Piazza San Giovanni Battista. Førsteholdet med Craig og Seydoux ankom i begyndelse af september for at optage scener i forskellige kulisser samt yderlige sekvenser i Maratea og Gravina in Puglia. Senere i september blev det optaget nogle scener i byen Sapri i Syditalien, blandt andet på byens "midnatskanal" og jernbanestation. Byens navn blev ændret til "Civita Lucana" i filmen. I slutningen af september fandt der optagelser sted på Færøerne.
Det britiske forvarsministerium bekræftede, at der foregik optagelser med Royal Navys destroyer HMS Daragon og et Royal Air Force C-17-fly. De fandt sted ved RAF Brize Norton. CMA CGM, der er officiel partner for filmen, gav EON Productions adgang til Kingston Container Terminal på Jamaica, hvor der blev optaget en actionscene med en vandflyver, containerskibene CMA CGM Fort Saint Georges og CMA CGM Fort de France og mere end 1.000 containere.
Ben Whishaw roste Fukunagas instruktion: "Det var rigtig godt, og ved du hvad, det var fantastisk, hvordan han behandlede det eller var i stand til at gå til det, det føltes næsten for mig, som om det var en uafhængig film. Ikke sandt= Og der var meget improvisation... Vi lavede ikke mange optagelser." Han tilføjede at "Det var meget let. Nogle gange ret kaotisk, men jeg er meget spændt på, hvordan han har sat den færdige film sammen."
De primære optagelser blev afsluttet hos Pinewood Studios 25. oktober 2019 med optagelser af en forfølgelsesscene, der finder sted i Havana. Den skulle egentligt have været optaget i april, men det måtte ændres, da Craig som nævnt ovenfor kom til skade med sin ankel. Sidst på året fandt der nogle ekstra optagelser sted hos Pinewood Studios.
De visuelle effekter til filmen blev skabt af Industrial Light & Magic (ILM), Framestore, DNEG og Cinesite. Charlie Noble fungerede som visual effects supervisor.

### Musik
I juli 2019 blev Dan Romer annonceret som komponist for filmen efter at i forvejen at have komponeret Fukunagas Beasts of No Nation og Maniac. Han forlod imidlertid filmen som følge af kreative uoverensstemmelser i november 2019. Han blev afløst af Hans Zimmer i januar 2020. Steve Mazzaro fungerede som producent på musikken, og Johnny Marr spillede guitar. No Time to Die-albummet skulle have været udgivet af Decca Records i marts 2020, men ligesom premieren på filmen blev det udskudt flere gange, før det endte med oktober 2021.
I januar 2020 blev det endvidere annonceret, at Billie Eilish skulle fremføre filmens titelsang. Hun er desuden krediteret for at have skrevet den sammen med sin bror Finneas O'Connell, der også fungerede som producent på sangen. Sangen, der også hedder No Time to Die, blev udgivet 13. februar 2020. Med sine 18 år var Eilish den hidtil yngste kunstner til at indspille en titelsang til Bond-filmene. Den tilhørende musikvideo blev udgivet 1. oktober 2020. På trods af filmens forsinkelse blev sangen nomineret til og vandt en Grammy Award for bedste sang til visuelle medier 14. marts 2021, da sangen var blevet udgivet i valgperioden for 2019-2020 forud for filmens dengang forventede premiere i april 2020.
Sangen Dans la ville endormie af den franske sanger Dalida kan høres kortvarigt i åbningsscenen.
Louis Armstrongs udgave af We Have All the Time in the World optræder tre gange i løbet af filmen. Den blev oprindeligt brugt til On Her Majesty's Secret Service fra 1969, der også handler om Bonds kærlighed og tab.

## Premiere
Det var oprindeligt meningen, at No Time to Die skulle have haft premiere 8. november 2019. Efter Boyles afgang blev det imidlertid udskudt til først 14. februar 2020 og så til 2. april 2020. I Kina var det desuden planen, at filmens premiere skulle hænge sammen med en landsdækkende publicity-tur i april 2020, men begge dele måtte aflyses på grund af udbruddet af coronaviruspandemien. I begyndelsen af marts 2020 fik den globale spredning af virussen to fansider til at sende et fælles åbent brev til producenterne, hvor de bad om at udskyde filmens premiere for at mindske risikoen for infektioner og for at sikre filmens finansielle succes.
4. marts 2020 annoncerede MGM og Eon Productions, at de efter grundige overvejelser og evalueringer af det globale biografmarked som følge af corona-virussen havde besluttet at udskyde filmens biografpremiere til 12. november 2020 i Storbritannien og 25. november 2020 i USA. Den amerikanske premiere blev dog efterfølgende rykket frem til 20. november 2020.
No Time to Die var den første store film, der blev påvirket af pandemien. Deadline Hollywood rapporterede imidlertid efter samtaler med insider-kilder, at MGM og Universal ville være sikre på, at filmen klarede sig godt på tværs af markederne, så de ikke risikerede at miste Bond-franchisen. Der håbedes at udskydelsen til efteråret ville betyde, alle de biografer, der var lukket på grund af udbruddet, især i Kina, Sydkorea, Japan, Italien og Frankrig, ville åbne og i drift igen. I begyndelsen af marts 2020 var anslået 70.000 biografer således lukket alene i Kina, ligesom Storbritannien, Australien og mange andre lande også lukkede deres biografer for at minimere spredning af virussen.<ref>Pulver, Andrew (17. marts 2020). "Cinemas across the UK to shut in response to coronavirus". The Guardian (engelsk).</ref> The Hollywood Reporter skrev, at udskydelsen kostede MGM 30-50 mio. USD på grund af allerede afholdte udgifter til markedsføring. Var premieren blevet fastholdt til april 2020 kunne tabene på biograferne dog være blevet til mere end anslået 300 mio. USD.
I oktober 2020 blev premieren yderligere udskudt til 2. april 2021, da det stod klart, at biograferne stadig ikke ville kunne sælge billetter i fuldt omfang. Efter at udskydelsen var annonceret, lukkede den britiske biografkæde Cineworld sine biografer. Administrerende direktør Mooky Greidinger sagde, at udskydelsen var dråben, der fik bægeret til at flyde over for Cineworld, efter at en række andre film i forvejen var blevet udskudt og aflyst. I januar 2021 blev premieren udskudt endnu en gang, nu til 8. oktober 2021. 24. februar 2021 blev det imidlertid annonceret, at filmen ville få premiere i Storbritannien 30. september 2021, mens USA fortsat måtte vente til 8. oktober 2021. Verdenspremieren endte dog med at blive 28. september 2021 i Royal Albert Hall i London. I Danmark fik den premiere 30. september 2021. I Kina fik den premiere en måned senere, 29. oktober 2021. Til gengæld blev premieren i Australien udsat til 11. november 2021 som følge af de skærpede coronarestriktioner i landet.

### Markedsføring
Teaser, trailers og plakater for filmen blev offentliggjort i december 2019.
DHL blev filmens officielle logistikpartner. De ændrede udseendet på deres køretøjer til at vise 007-logoet, når de transporterede udstyr, mens produktionen fandt sted, under sloganet "Delivered. Simply delivered".
007-logoet blev benyttet på Red Bull Racing-bilerne i stedet for Aston Martin-logoer ved 2019-udgaven af Storbritanniens Grand Prix. Bilerne havde også nummerplader med Bond-tema bagpå. Max Verstappen havde nummerpladen fra Aston Martin DB5 fra Goldfinger, mens Pierre Gaslys bil havde nummerpladen fra Aston Martin V8 fra The Living Daylights. Begge racerkørere var iført dragter med påtrykte smokings.

### Hjemmevideo
Universal Pictures Home Entertainment udgav filmen på dvd, blu-ray og Ultra HD Blu-ray 20. december 2021. Den blev tilgængelig som digital download i USA 9. november 2021. Tiden fra premieren til udgivelsen var relativt kort for en film af denne størrelse. En af årsagerne var, at Bond-filmene tiltrak et ældre publikum, og de havde været tilbageholdene med at gå i biograferne under pandemien.
No Time to Die lå i top på Vudu og Google Play i to uger og på iTunes i fem uger. I Storbritannien var filmen den mest solgte digitale titel i 2021 med over 430.000 salg.
Da filmen blev udgivet fysisk, kom den straks i top hos "NPD VideoScan First Alert" på listerne for samlet antal solgte skiver for blu-ray i USA. Den kombinerede kasette med blu-ray og dvd stod for 47 % af salget, den kombinerede kasette med Ultra HD Blu-ray for 27 % og dvd alene for 26 %. Den var den mest sælgende titel i tre uger for såvel blu-ray som skiver i alt. Den kom også i top fra starten på Redbox's liste med lejevideoer, mens den blev nummer to på deres digitale lister. Ifølge NPD Group solgte den det ottende højeste antal dvd'er og blu-ray i 2021 og næstflest i december 2021.
I Storbritannien lå filmen i top på UK Video Charts i tre uger. Filmen var den mest sælgende fysiske titel i landet i 2021. Der blev solgt 1,15 mio. eksemplarer, heraf 717.500 med dvd og blu-ray indenfor de første to uger. Den var også den mest sælgende titel på blu-ray med 237.000 solgte eksemplarer i 2021. Filmen var desuden den mest sælgende titel på 4k Blu-ray den første uge efter udgivelsen. Salget af 621.000 blu-ray og dvd den første uge efter premieren var endvidere det højeste for en fysisk udgivelsen siden 2017. Dertil kom så 780.000 solgte eksemplarer den sidste uge af 2021.

## Modtagelse

### Indtjening
No Time to Die har indbragt 160,9 mio. USD i USA og Canada og 613,3 mio. USD i andre lande, resulterende i en samlet indtjening på 774,2 mio. USD pr. 27. januar 2022. Det gør filmen til den fjerde mest indbringende film fra 2021. Med produktions- og marketingsomkostninger på mindst 350 mio. USD anslås det, at filmen er nød til at indbringe mindst 800 mio. USD på verdensplan for at tjene sig selv hjem.
Før premieren forventedes det, at filmen ville indbringe ca. 90 mio. USD i den første weekend fra 54 lande, herunder Storbritannien, Brasilien, Tyskland, italien, Japan, Mexico og Spanien. I praksis blev det til 119,1 mio. USD. Premieren i Storbritannien var den største, siden coronaviruspandemien begyndte.
I USA og Canada forventedes det, at filmen ville indbringe 65-85 USD i den første weekend. Den første dag blev det til 23,3 mio. USD, det hidtil bedste for franchisen. I åbningsweekenden som helhed blev det til 55,2 mio. USD,<ref>"Domestic 2021 Weekend 41". Box Office Mojo.</ref> hvilket var det bedste i den weekend og det fjerdebedste for franchisen. Deadline Hollywood mente, at de undergåede forventninger skyldtes den lange spilletid på 163 minutter, der begrænsede hvor ofte den kunne vises. TheWrap fandt, at premieren var godt nyt for biograferne, for selv hvis filmen ikke tjente sig selv hjem i biograferne, var det et opmuntrende tegn for kommende film for voksne. I den anden weekend, hvor filmen blev slået af den nye Halloween Kills, blev det til 24,3 mio. USD.
17. oktober 2021 blev filmen den mest indbringende fra 2021 i Europa, Mellemøsten og Afrika, da den overgik F9. I den første weekend i Kina tjente filmen 28,2 mio. USD og overtog dermed førstepladsen fra The Battle at Lake Changjin. Den holdt førstepladsen i den anden weekend på trods af et fald til 11,4 mio. USD. Sammen med visningerne de mellemliggende dage nåede filmen op på 49,2 mio. USD. 14. november 2021 rundede filmen 700 mio. USD på verdensplan. De 558,2 mio. USD kom fra andre lande end USA og Canada, blandt andet i form af 126 mio. USD fra Storbritannien, 70 mio. USD fra Tyskland og 57,9 mio. USD fra Kina. Ved den forsinkede premiere i Australien fik den 8,2 mio. USD i den første weekend, hvilket var det største for nogen film siden december 2019. I Danmark rundede den en million solgte billetter 14. november 2021, noget kun 12 andre film og ingen anden Bond-film havde gjort før.
I weekenden 19.-21. november medførte 2,6 mio. USD fra USA og Canada og 13,4 mio. USD fra 72 andre lande, at No Time to Die overhalede F9 som den mest indbringende ikke-kinesiske film fra 2021 med en samlet indtjening på 734 mio. USD. I den efterfølgende weekend ovarhalede den Spectre som den tredje mest indbringende film hidtil i Storbritannien og den næstmest indbringende Bond-film på markedet med en indtjening på 129,9 mio. USD.

### Anmeldelser
Hjemmesiden Rotten Tomatoes samlede 402 anmeldelser og vurderede 83 % af dem til at være positive med en gennemsnitlig bedømmelse på 7,3/10. Sidens kritiske konsensus lød at "Det er hverken det mest velplejede eller modigste 007-eventyr, men No Time to Die afslutter Daniel Craigs varetagelse af franchisen på tilfredsstillende vis." Metacritic gav filmen en vægtet bedømmelse på 68 ud af 100 baseret på 66 anmeldelser, hvilket indikerede, at de generelt var positive.
Filmen fik stor ros og femstjernede anmeldelser fra mange britiske anmeldere. Peter Bradshaw fra The Guardian kaldte filmen en episk turné leveret med stor glans og med "patos, action, drama, banal humor, hjertesuk, makaber horror og vanvittig morsom gammeldags action." Robbie Collin fra The Telegraph beskrev filmen som ekstraordinært tilfredsstillende, ofte meget morsom med upassende og uhyrlige hjælpemidler, og at den var optaget på flot vis, startende med "en sensationelt spændende og ondskabsfuld prolog" og med en rørende afslutning. Kevin Maher fra The Times fandt at "Den er mere end god. Den er storslået." Linda Marric fra The Jewish Chronicle skrev at "Det er virkelig alt vi forventede af Craigs allersidste Bond, så skuespilleren får en chance for at deltage i andre projekter uden presset fra at skulle gentage den samme rolle igen og igen. "
Barry Hertz fra The Globe and Mail skrev at filmen "sørger for at mine øjne følger hvert eneste spektakulære stunt. Og den garanterer for, at jeg faktisk bekymrer mig om (eller rettere hvordan) Bond klarer sig ud af den her." Mick LaSalle fra San Francisco Chronicle skrev, at filmen "indtager sin plads blandt de bedste i hele serien" og konkluderede at "Craig forlader serien i en gigantisk 163 minutter extravaganza, som publikum kommer til at nyde i årtier. Det er en dejlig ting at se." K. Austin Collins fra Rolling Stone beskrev filmen som udmærket: "nogle gange spændende, andre gange ikke, nogle gange kedelig, andre gange ikke" og tilføjede at "Den er lidt mere succesfuld, hvis vi i stedet tænker på den som en hyldest til Craig-æraen og stjernen selv." Michael O'Sullivan fra The Washington Post gav filmen tre ud af fire stjerner og skrev, at den var "lidt for lang og lidt for kompliceret" men tilføjede, at den også var "en passende kompliceret og trods alt tilfredstillende afsked for skuespilleren". Peter Rainer fra The Christian Science Monitor gav filmen tre ud af fem stjerner og skrev at "Den tilbyder den obligatoriske spænding, stunts og skurke. Der er flotte folk omkring, og 007 ved stadig, hvordan man udfylder en smoking." Men han spurgte "Er James Bond blevet irrelevant?"
Nogle kritikere fandt fejl ved filmen. John Nugent fra Empire kritiserede længden på to timer og 43 minutter og hævdede at handlingen i midten ikke retfærdiggjorde den lange spilletid. Han syntes dog ikke desto mindre, at filmen var "en passende afslutning på Craig-æraen." Kyle Smith fra National Review kritiserede også længden på filmen og beskrev den som "den mindst morsomme og den tristeste oplevelse i hele Bond-serien." Clarisse Loughrey fra The Independent syntes, at filmen var begivenhedsløs og skuffende. Hun fandt at det grundlæggende præmis med et biologisk våben til masseødelæggelse var generisk spion-nonsens, og Rami Malek "nærmest ikke bidrager til rollen udover hans accent og stereotype deformerede makeup". David Sexton fra New Statesman skrev at filmen "viser tegn på at stamme fra en overbevist markedssensitiv produktionsproces" og tilføjede at "den leverer scenerne uden strengt taget at prøve at forbinde dem, nærmest som en antologi eller re-mix." Brian Tallerico fra RogerEbert.com gav filmen to ud af fire stjerner og skrev at "For noget der engang føltes som om, det afbalancerede en tidløs figur med en ny rigere stil, er det største slag mod [filmen], at der ikke er noget her, der ikke er blevet gjort bedre i en af de andre Craig-film."

## Fremtid
To dage før filmens premiere fastslog produceren Barbara Broccoli, at der ikke ville være nogen diskussioner om en ny skuespiller til rollen som James Bond: "Vi ønsker at Daniel har tid til at fejre." Skuespilleren Ben Whishaw gav dog udtryk for sin mening om franchisens fremtid i et interview: "Der har været 25 film. Det er ikke sådan, at folk hungrer efter at se den gentagelse af figuren. Og jeg tror, at hvis de vil fortsætte med den figur i franchisen, så tror jeg du kan forkaste det og gøre alt. Jeg ved ikke, hvad det skulle være, men det føles for mig som om, at det skulle være noget ret så radikalt [og] noget helt anderledes." trods figurens tilsyneladende død i filmens slutning.
Henry Cavill, som publikum og fans har ønsket skulle overtage rollen som Bond efter Craig, sagde, at han ville elske at gøre, men at han hellere ville spille en Bond-skurk.